# Manus Boonjumnong
Manus Boonjumnong (Ratchaburi, 23 juni 1980) is een bokser uit Thailand. Hij werd olympisch kampioen in de halfweltergewichtklasse op de Olympische Spelen van 2004. Ook won hij het zilver tijdens de Olympische Spelen in 2008.

## Erelijst

### Olympische Spelen
- 2004 in Athene, Griekenland (−64 kg)
- 2008 in Peking, China (−64 kg)

### Wereldkampioenschappen
- 2003 in Bangkok, Thailand (–64 kg)

### Aziatische Spelen
- 2006 in Doha, Qatar (–64 kg)

1952: Charles Adkins ·
1956: Vladimir Jengibarjan ·
1960: Bohumil Němeček ·
1964: Jerzy Kulej ·
1968: Jerzy Kulej ·
1972: Ray Seales ·
1976: Ray Leonard ·
1980: Patrizio Oliva ·
1984: Jerry Page ·
1988: Vjatsjeslav Janovski ·
1992: Héctor Vinent ·
1996: Héctor Vinent ·
2000: Moechammadkadyr Abdoellajev ·
2004: Manus Boonjumnong ·
2008: Manuel Félix Díaz ·
2012: Roniel Iglesias ·
2016: Fazliddin Gaibnazarov